# Canottaggio ai Giochi della XXIX Olimpiade - Singolo femminile

## Batterie
Hanno partecipato alle batterie di qualificazione 26 atlete, suddivise in 6 batterie: le prime 3 di ogni batteria si sono qualificate per i quarti, insieme agli altri 6 migliori tempi; le restanti 2 hanno disputato la Finale E.
Sabato 9 agosto 2008, ore 13:50-14:50
| Posizione | Atleta          | Paese     | Tempo   | Note |
| --------- | --------------- | --------- | ------- | ---- |
| 1         | Zhang Xiuyun    | Cina      | 7:38.16 | Q    |
| 2         | Julia Michalska | Polonia   | 7:41.16 | Q    |
| 3         | Sophie Balmary  | Francia   | 7:47.37 | Q    |
| 4         | Gabriela Best   | Argentina | 7:58.60 | Q    |
| 5         | Soraya Jadue    | Cile      | 8:04.08 | Q    |

| Posizione | Atleta           | Paese         | Tempo   | Note |
| --------- | ---------------- | ------------- | ------- | ---- |
| 1         | Emma Twigg       | Nuova Zelanda | 7:45.18 | Q    |
| 2         | Iva Obradović    | Serbia        | 7:49.13 | Q    |
| 3         | Nuria Dominguez  | Spagna        | 7:58.03 | Q    |
| 4         | Fabiana Beltrame | Brasile       | 8:08.84 | Q    |
| 5         | Lee Ka Man       | Hong Kong     | 8:23.02 | Q    |

| Posizione | Atleta            | Paese         | Tempo   | Note |
| --------- | ----------------- | ------------- | ------- | ---- |
| 1         | Ekaterina Karsten | Bielorussia   | 7:40.03 | Q    |
| 2         | Michelle Guerette | Stati Uniti   | 7:49.14 | Q    |
| 3         | Shin Yeong-Eun    | Corea del Sud | 8:17.40 | Q    |
| 4         | Inga Dudchenko    | Kazakistan    | 8:28.24 | Q    |

| Posizione | Atleta          | Paese     | Tempo   | Note |
| --------- | --------------- | --------- | ------- | ---- |
| 1         | Rumyana Neykova | Bulgaria  | 7:56.07 | Q    |
| 2         | Maira Gonzalez  | Cuba      | 8:07.22 | Q    |
| 3         | Rika Geyser     | Sudafrica | 8:20.26 | Q    |
| 4         | Latt Shwe Zin   | Birmania  | 8:42.23 | Q    |

| Posizione | Atleta             | Paese       | Tempo   | Note |
| --------- | ------------------ | ----------- | ------- | ---- |
| 1         | Gabriella Bascelli | Italia      | 7:43.67 | Q    |
| 2         | Pippa Savage       | Australia   | 7:57.95 | Q    |
| 3         | Camila Vargas      | El Salvador | 8:32.06 | Q    |
| 4         | Homa Hosseini      | Iran        | 9:02.12 | FE   |

| Posizione | Atleta             | Paese     | Tempo   | Note |
| --------- | ------------------ | --------- | ------- | ---- |
| 1         | Miroslava Knapková | Rep. Ceca | 7:51.56 | Q    |
| 2         | Frida Svensson     | Svezia    | 7:56.39 | Q    |
| 3         | Elana Hill         | Zimbabwe  | 8:35.53 | Q    |
| 4         | Heba Ahmed         | Egitto    | 8:46.96 | FE   |

## Quarti di finale
Le primi tre atlete di ogni quarto si sono qualificate per le semifinali A e B, le altre invece sono passate alle semifinali D ed E.
Lunedì 11 agosto 2008, ore 15:30-16:10
| Posizione | Atleta             | Paese       | Tempo   | Note   |
| --------- | ------------------ | ----------- | ------- | ------ |
| 1         | Michelle Guerette  | Stati Uniti | 7:28.91 | SF A/B |
| 2         | Julia Michalska    | Polonia     | 7:31.90 | SF A/B |
| 3         | Gabriella Bascelli | Italia      | 7:36.68 | SF A/B |
| 4         | Nuria Dominguez    | Spagna      | 7:49.60 | SF C/D |
| 5         | Inga Dudchenko     | Kazakistan  | 8:15.88 | SF C/D |
| 6         | Elana Hill         | Zimbabwe    | 8:20.84 | SF C/D |

| Posizione | Atleta             | Paese       | Tempo   | Note   |
| --------- | ------------------ | ----------- | ------- | ------ |
| 1         | Miroslava Knapková | Rep. Ceca   | 7:30.33 | SF A/B |
| 2         | Sophie Balmary     | Francia     | 7:37.01 | SF A/B |
| 3         | Iva Obradović      | Serbia      | 7:39.16 | SF A/B |
| 4         | Maira Gonzalez     | Cuba        | 7:45.75 | SF C/D |
| 5         | Camila Vargas      | El Salvador | 8:11.79 | SF C/D |
| 6         | Latt Shwe Zin      | Birmania    | 8:17.76 | SF C/D |

| Posizione | Atleta           | Paese         | Tempo   | Note   |
| --------- | ---------------- | ------------- | ------- | ------ |
| 1         | Rumyana Neykova  | Bulgaria      | 7:22.37 | SF A/B |
| 2         | Zhang Xiuyun     | Cina          | 7:23.30 | SF A/B |
| 3         | Pippa Savage     | Australia     | 7:34.03 | SF A/B |
| 4         | Soraya Jadue     | Cile          | 7:51.52 | SF C/D |
| 5         | Fabiana Beltrame | Brasile       | 7:52.65 | SF C/D |
| 6         | Shin Yeong-Eun   | Corea del Sud | 7:58.71 | SF C/D |

| Posizione | Atleta            | Paese         | Tempo   | Note   |
| --------- | ----------------- | ------------- | ------- | ------ |
| 1         | Ekaterina Karsten | Bielorussia   | 7:25.74 | SF A/B |
| 2         | Frida Svensson    | Svezia        | 7:29.29 | SF A/B |
| 3         | Emma Twigg        | Nuova Zelanda | 7:34.24 | SF A/B |
| 4         | Rika Geyser       | Cile          | 7:44.14 | SF C/D |
| 5         | Gabriela Best     | Argentina     | 7:46.45 | SF C/D |
| 6         | Lee Ka Man        | Hong Kong     | 8:04.68 | SF C/D |

## Semifinali
Le semifinali A e B sono le gare che permettono di accedere alla finale A, quella per le medaglie: le prime 3 atlete di queste 2 semifinali accedono quindi alla finale A, mentre le successive 3 accedono alla finale B.
Le semifinali C e D invece qualificano per le ultime tre finali, utili solo per stabilire le posizioni finali.

### Semifinali C/D
Mercoledì 13 agosto 2008, ore 14:50-15:10
| Posizione | Atleta           | Paese         | Tempo   | Note |
| --------- | ---------------- | ------------- | ------- | ---- |
| 1         | Maira Gonzalez   | Cuba          | 8:02.10 | FC   |
| 2         | Nuria Dominguez  | Spagna        | 8:03.61 | FC   |
| 3         | Gabriela Best    | Argentina     | 8:09.61 | FC   |
| 4         | Fabiana Beltrame | Brasile       | 8:13.01 | FD   |
| 5         | Shin Yeong-Eun   | Corea del Sud | 8:23.62 | FD   |
| 6         | Elana Hill       | Cina          | 8:34.27 | FE   |

| Posizione | Atleta         | Paese       | Tempo   | Note |
| --------- | -------------- | ----------- | ------- | ---- |
| 1         | Rika Geyser    | Sudafrica   | 7:59.67 | FC   |
| 2         | Soraya Jadue   | Cile        | 8:13.67 | FC   |
| 3         | Inga Dudchenko | Kazakistan  | 8:16.95 | FC   |
| 4         | Camila Vargas  | El Salvador | 8:22.35 | FD   |
| 5         | Latt Shwe Zin  | Birmania    | 8:24.23 | FD   |
| 6         | Lee Ka Man     | Hong Kong   | 8:30.80 | FE   |

### Semifinali A/B
Mercoledì 13 agosto 2008, ore 15:30-15:50
| Posizione | Atleta             | Paese       | Tempo   | Note |
| --------- | ------------------ | ----------- | ------- | ---- |
| 1         | Zhang Xiuyun       | Cina        | 7:31.33 | FA   |
| 2         | Michelle Guerette  | Stati Uniti | 7:35.69 | FA   |
| 3         | Miroslava Knapková | Rep. Ceca   | 7:38.14 | FA   |
| 4         | Gabriella Bascelli | Italia      | 7:42.10 | FB   |
| 5         | Pippa Savage       | Australia   | 7:43.98 | FB   |
| 6         | Frida Svensson     | Svezia      | 7:46.38 | FB   |

| Posizione | Atleta            | Paese         | Tempo   | Note |
| --------- | ----------------- | ------------- | ------- | ---- |
| 1         | Ekaterina Karsten | Bielorussia   | 7:32.86 | FA   |
| 2         | Rumyana Neykova   | Bulgaria      | 7:33.29 | FA   |
| 3         | Julia Michalska   | Polonia       | 7:38.04 | FA   |
| 4         | Emma Twigg        | Nuova Zelanda | 7:38.09 | FB   |
| 5         | Iva Obradović     | Serbia        | 7:52.39 | FB   |
| 6         | Sophie Balmary    | Francia       | 7:56.73 | FB   |

## Finali

### Finale E
Venerdì 15 agosto 2008, ore 14:10-14:20
| Posizione | Atleta        | Paese     | Tempo   |
| --------- | ------------- | --------- | ------- |
| 1         | Lee Ka Man    | Hong Kong | 7:56.07 |
| 2         | Heba Ahmed    | Egitto    | 8:07.10 |
| 3         | Elana Hill    | Zimbabwe  | 8:09.94 |
| 4         | Homa Hosseini | Iran      | 8:18.20 |

### Finale D
Venerdì 15 agosto 2008, ore 14:20-14:30
| Posizione | Atleta           | Paese         | Tempo   |
| --------- | ---------------- | ------------- | ------- |
| 1         | Fabiana Beltrame | Brasile       | 7:43.04 |
| 2         | Shin Yeong-Eun   | Corea del Sud | 7:48.31 |
| 3         | Latt Shwe Zin    | Birmania      | 8:00.05 |
| 4         | Camila Vargas    | El Salvador   | 8:02.91 |

### Finale C
Venerdì 15 agosto 2008, ore 14:50-15:00
| Posizione | Atleta          | Paese      | Tempo   |
| --------- | --------------- | ---------- | ------- |
| 1         | Rika Geyser     | Sudafrica  | 7:35.06 |
| 2         | Nuria Dominguez | Spagna     | 7:36.12 |
| 3         | Maira Gonzalez  | Cuba       | 7:42.68 |
| 4         | Gabriela Best   | Argentina  | 7:45.21 |
| 5         | Soraya Jadue    | Cile       | 7:48.35 |
| 6         | Inga Dudchenko  | Kazakistan | 8:16.09 |

### Finale B
Venerdì 15 agosto 2008, ore 16:50-17:00
| Posizione | Atleta             | Paese         | Tempo   |
| --------- | ------------------ | ------------- | ------- |
| 1         | Frida Svensson     | Svezia        | 7:48.19 |
| 2         | Gabriella Bascelli | Italia        | 7:48.91 |
| 3         | Emma Twigg         | Nuova Zelanda | 7:51.63 |
| 4         | Pippa Savage       | Australia     | 7:53.43 |
| 5         | Iva Obradović      | Serbia        | 7:53.83 |
| 6         | Sophie Balmary     | Francia       | 7:58.88 |

### Finale A
Sabato 16 agosto 2008, ore 15:30-15:40
| Posizione | Atleta             | Paese       | Tempo   |
| --------- | ------------------ | ----------- | ------- |
|           | Rumyana Neykova    | Bulgaria    | 7:22.34 |
|           | Michelle Guerette  | Stati Uniti | 7:22.78 |
|           | Ekaterina Karsten  | Bielorussia | 7:23.98 |
| 4         | Zhang Xiuyun       | Cina        | 7:25.48 |
| 5         | Miroslava Knapková | Rep. Ceca   | 7:35.52 |
| 6         | Julia Michalska    | Polonia     | 7:43.44 |